# Linea Naruto

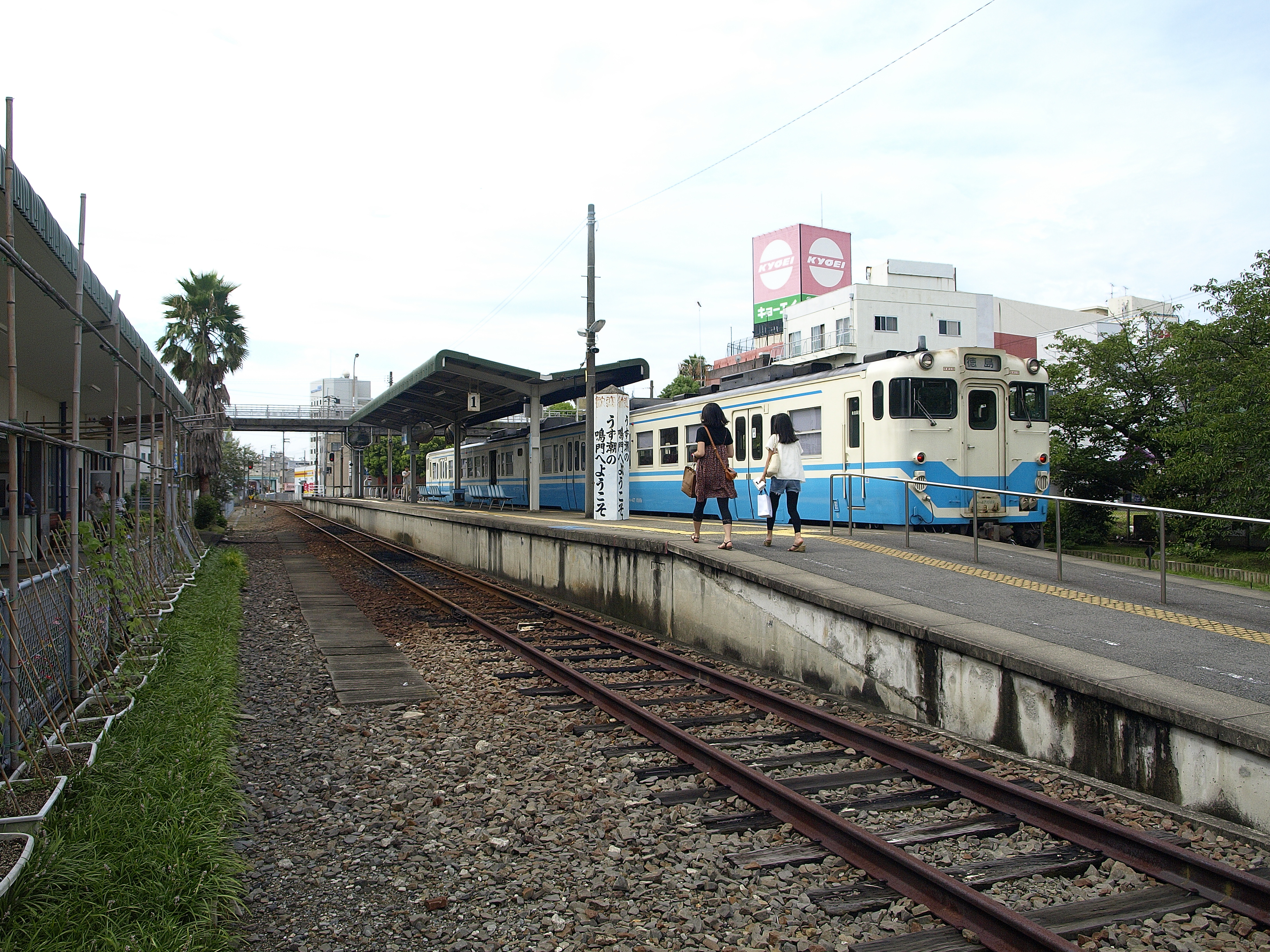
Vista della stazione di Naruto

La linea Naruto (鳴門線?, Naruto-sen) è una linea ferroviaria urbana dell'isola dello Shikoku, in Giappone, ed è gestita dalla JR Shikoku. La ferrovia si trova interamente nella città di Naruto della prefettura di Tokushima, in Giappone, e si collega alla linea Kōtoku al capolinea meridionale.

## Dati principali
- Operatori e distanze:
  - Shikoku Railway Company (JR Shikoku) (servizi e binari)
    - Ikenotani — Naruto: 8,5 km
- Binari: la linea è interamente a binario singolo
- Scartamento: ridotto, 1067 mm
- Elettrificazione: la linea è a trazione termica
- Stazioni: 7, capolinea inclusi
- Segnalamento ferroviario: Controllo centralizzato del traffico (CTC)
- Massima velocità consentita: 85 km/h

## Servizi
Quasi tutti i treni, partendo da Naruto si immettono nella linea Kōtoku e proseguono fino alla stazione di Tokushima, con alcuni di essi prolungati sulla linea Mugi. Per dirigersi invece a Takamatsu è necessario cambiare treno a Ikenotani, e nel caso di una coincidenza con l'espresso limitato Uzushio (うずしお?), è necessario attendere fra i 30 minuti e l'ora, rendendo l'interscambio poco competitivo.
Durante il periodo estivo e fino a metà autunno è disponibile anche un servizio rapido fra Naruto e Tokushima chiamato Naruto Kintoki Liner (鳴門きんときライナー?), accessibile a un prezzo supplementare di 310 yen.

## Stazioni
Il codice inizia da "04" in quanto tutti i treni o quasi partono dalla stazione di Tokushima.
- Tutti i treni fermano in tutte le stazioni
- Binari (tutta la linea è a binario singolo): ◇ e ∧: possibile l'incrocio dei treni; |: incrocio non possibile
- Tutte le stazioni si trovano nella città di Naruto della prefettura di Tokushima.

| Codice | Stazione   | Giapponese | Distanza interst. | Distanza totale | Collegamenti                      | Binari |
| ------ | ---------- | ---------- | ----------------- | --------------- | --------------------------------- | ------ |
| N04    | Ikenotani  | 池谷       | -                 | 0.0             | Linea Kōtoku (con servizi dirett) | ◇      |
| N05    | Awa-Ōtani  | 阿波大谷   | 1.3               | 1.3             |                                   | ｜     |
| N06    | Tatsumichi | 立道       | 1.7               | 3.0             |                                   | ｜     |
| N07    | Kyōkaimae  | 教会前     | 1.9               | 4.9             |                                   | ｜     |
| N08    | Kompiramae | 金比羅前   | 0.8               | 5.7             |                                   | ｜     |
| N09    | Muya       | 撫養       | 1.5               | 7.2             |                                   | ｜     |
| N10    | Naruto     | 鳴門       | 1.3               | 8.5             |                                   | ∧      |